# Riq

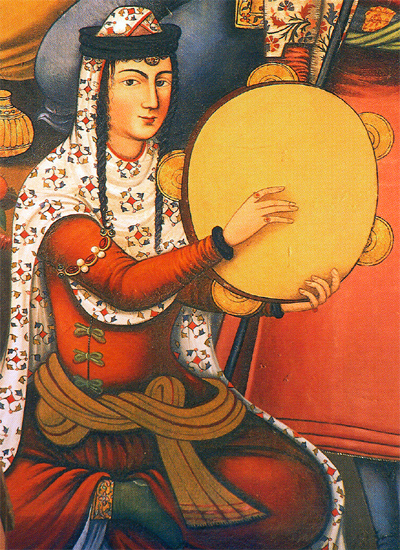
Pintura iraniana del en la qual apareix una dona fent servint el Riq

El riq (àrab: رق, riqq), també transcrit com a riq, req, reqq, rikk, riqq o rik, és un instrument membranòfon i idiòfon. Es tracta d'un tipus de pandereta emprat com a instrument tradicional en la música àrab i estès per tot l'Orient mitjà des de l'antiguitat. Es tracta d'un instrument important tant en la música folklòrica com en la clàssica en totes les zones de llengua àrab. Tradicionalment té un marc fet de fusta (tot i que modernament també se'n fan de metall) on s'enfilen uns sonalls i una membrana molt prima, translúcida, feta de pell de peix (de rajada o de tauró) o de cabra (o, més recentment, d'algun material sintètic).
Té un diàmetre d'entre 20 i 25 centímetres (uns 20 centímetres a Egipte i lleugerament més gran a Iraq). Morfològicament prové del daff, igual que el tar; el riq va adquirir el seu nom al segle xix cosa que va ajudar a la seva diferenciació.
Es toca en els conjunts anomenats takht a Egipte i a Síria i als coneguts com a shalghi a Iraq on té un paper molt clar, més enllà dels simples requeriments rítmics del daff, el tar o el mazhar. Al Sudan, on sembla que ha estat introduït per recentment que en altres països, es relaciona amb el culte, com a l'alt Egipte.
Les parets interior i exterior del marc poden estar recobertes d'incrustacions de materials com el nacre, l'ivori o fustes decoratives com l'albercoquer o el llimoner. Té deu parells de petits címbals d'uns 4 centímetres de diàmetre, muntats en cinc parells que entrexoquen de dos en dos. La pell està encolada i lligada al marc que té uns 6 centímetres de fons.
Tradicionalment, els tambors de marc han estat emprats com a suport de la veu dels cantants que els poden manipular ells mateixos. Però en el cas del riq, igual que en el del doira de l'Uzbekistan qui el toca no canta. Mentre que el daff i el mazhar es toquen relativament amunt, a l'altura del pit o de la cara de l'intèrpret, que està assegut, a causa de la diversitat de timbres que se’n poden extreure, el riq pot ser violentament sacsejat per sobre del cap de l'intèrpret, o abaixat fins als genolls, i tant tocat horitzontalment con vertical. L'intèrpret tant pot picar la membrana com sacsejar els sonalls o agitar-los per a mantenir un so continuat, llarg, de manera que la llibertat de moviments que necessita fa que hagi d'estar d'empeus. S'agafa amb la mà esquerra i és la dreta la que pica, però, de fet, també hi ha una altra forma d'execució, agafant el tambor amb totes dues mans, articulant el dum (so més profund, deixant ressonar més el so, deixant més lliure la membrana) i el tac (so més sec, tallant la vibració) amb ambdós dits índex. Per als altres tipus de sons com el snap (un tercer tipus de so que se n'obté) i el redoble, s'utilitzen els dits mig i anul·lar.
Als estudiants de l'instrument se'ls demana gran capacitat per resoldre els problemes tècnics imposats per la interpretació de la membrana i els sonalls, tant separadament com combinats; a més de desenvolupar una tècnica virtuosística també han d'aprendre els molts patrons rítmics i les tècniques per modificar-los gràcies a la invenció i la creativitat.
Actualment, el músic d'origen egipci Adel Shams El Din és un dels intèrprets més reputats.